# Splatoon (computerspelserie)
Splatoon is een computerspelserie van third-person shooters ontwikkeld door Nintendo EPD en uitgegeven door Nintendo.
Het eerste gelijknamige spel in de reeks werd uitgebracht op 28 mei 2015 voor de Wii U. Het tweede deel verscheen op 21 juli 2017 voor de Switch met een uitbreidingspakket dat een jaar later verscheen. Een derde deel verscheen op 9 september 2022.
De spelserie is wereldwijd ruim 18 miljoen keer verkocht.

## Beschrijving
De spelserie bevat antropomorfe personages die zijn gebaseerd op inktvissen. Zo zijn er de Inklings en Octolings, gebaseerd op respectievelijk pijlinktvissen en octopussen, die kunnen transformeren tussen hun dierlijke en menselijke vorm tijdens het spel.
De personages nemen deel in wedstrijden om grondbezit (Turf War), door deze al schietend met fel gekleurde inkt in de eigen kleur van het team te verven. Andere spelmodi zijn Torentwist (Tower Control), Spetterzone (Splat Zones) en Bazookarper (Rainmaker). Vanaf Splatoon 2 kwamen ook Schelpenstrijd (Clam Blitz) en Salmon Run beschikbaar.
Er zijn verschillende wapens beschikbaar om de speldoelen te bereiken, zoals kwasten, emmers, scherpschutters en waterpistolen. Om de inkttank op te laden, moet de speler door zijn eigen kleur inkt zwemmen. Elke speler kan zijn personage uitrusten met petjes, T-shirts en schoenen, om deze versterkende eigenschappen te geven, waardoor deze sneller is, mijnen kan detecteren, sneller terugkeert in het spel, of meer aanvalskracht heeft.

## Spellen in de reeks
- Splatoon (2015)
- Splatoon 2 (2017)
  - Splatoon 2: Octo Expansion (2018)
- Splatoon 3 (2022)

## Ontvangst
De spellen zijn positief ontvangen in recensies. Men prees de stijl, gameplay en muziek. Splatoon heeft op Metacritic, een verzamelwebsite voor recensies, een score van 81%. Splatoon 2 en Splatoon 3 hebben beide een score van 83%.

## Populariteit
Door de populariteit van de spelserie verschenen er in Japan een mangaserie en muziekconcerten met hologrammen. Vanaf 2018 kreeg het een eigen e-sportstoernooi met internationale deelnemers waarbij men Splatoon 2 speelt.
In Splatoon 2 verschenen er zogenaamde "Splatfests", met maandelijks gehouden toernooien waar spelers een team kozen op basis van een vraag, bijvoorbeeld mayonaise of ketchup. Het scoresysteem bepaalde aan het eind van het toernooi het antwoord op de vraag.
Daarnaast zijn er van de personages eigen amiibo verschenen, die in de spellen extra functionaliteit geven, zoals een nieuwe outfit.